# Nil Volentibus Arduum

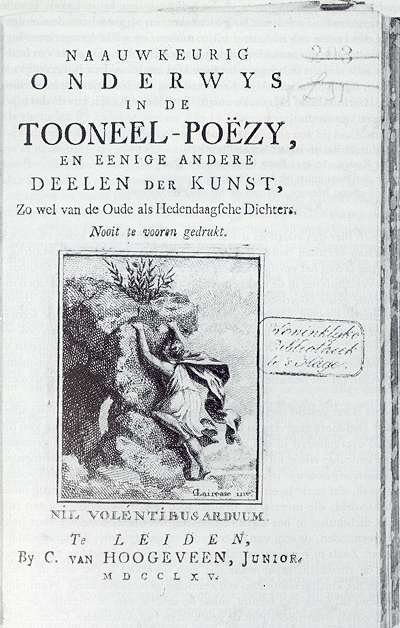
Titelblad, met gravure naar Gerard de Lairesse, van een uitgave van het letterkundig genootschap "Nil volentibus arduum". Weergave van de tekst op het titelblad: "Naauwkeurig Onderwys in de Tooneel-Poëzy, en eenige andere Deelen der Kunst, Zo wel van de Oude als Hedendaagsche Dichters. Nooit te vooren gedrukt. Nil Voléntibus Arduum. Te Leiden, By C. van Hoogeveen, Junior, MDCCLXV."

Nil Volentibus Arduum (Latijn: niets is moeilijk voor hen die willen) was het motto van een gezelschap van intellectuelen, opgericht in Amsterdam in 1669, naar het voorbeeld van de Académie Française. De leden, met als voormannen de advocaat Andries Pels en de arts Lodewijk Meyer kwamen wekelijks bijeen om te spreken over thema's als logica, ethiek, toneel en dichtkunst. Het gezelschap speelde tien jaar lang een belangrijke rol in de toneelwereld.
Nil Volentibus Arduum (NVA) was van mening dat in verband met de welvoeglijkheid (de "bienséances") godsdienst op het toneel zo veel mogelijk vermeden moest worden. Ook staatkundige zaken waren taboe.
Volgens Timmers trachtte dit genootschap in Holland de taak te vervullen en de invloed te krijgen, die de Académie Française in Frankrijk bezit. Het streeft naar dictatoriale macht in de Letterrepubliek, bevit, bedilt, verbetert en schrijft wetten voor... Volgens Knuvelder is de literaire inbreng van NVA een serieuze en oprechte poging aan de hand van de modernste interpretaties van Aristoteles en Horatius de poëzie te verbeteren. Gladheid en zoetvloeiendheid, het gladgepolijste vers, uiterlijke sierlijkheid en fijnheid van vorm ... wordt het summum van de dichtkunst.

## Doelstellingen
Het Amsterdamse kunstgenootschap Nil Volentibus Arduum werd opgericht om twee redenen: de leden waren het niet eens met de politiek van de Amsterdamse Schouwburg, waar toneelstukken in de stijl van Jan Vos werden opgevoerd die bij het publiek in de smaak vielen, maar literair gezien ouderwets en ondermaats waren. NVA wilde het Frans-classicisme bevorderen en iedere verwijzing naar religie uit de toneelstukken of gedichten schrappen. De tweede reden was dat zij onder de dekmantel van een cultureel gezelschap discussieerden over de moderne spinozistische filosofie.

## Leden
Bij de oprichting waren negen leden aanwezig; het aantal leden varieerde tussen de negen en vijftien, de belangrijkste waren:
- Lodewijk Meyer, vriend en vertrouweling van Spinoza,
- Joannes Bouwmeester, ook een aanhanger van Spinoza,
- Willem II Blaeu, schepen, zoon van Joan Blaeu, lid van de beroemde drukkerijfamilie,
- Andries Pels, een suikerfabrikant, die naam zou maken met twee boeken over het schrijven van toneelstukken,
- Joannes Antonides van der Goes, een van de auteurs van De gelyke tweelingen. Hij was de begaafdste en is in 1671 met ruzie samen met de Hagenaar Dirck Buysero, evenals Pieter Verhoek uit het genootschap gegaan,
- David Lingelbach, de zoon van eigenaar van een doolhof
- Drie medici: Antonius van Coppenol, Dr. Moesman Dop, Dr. Reynier van Diephout, en Denys Wynants,[6]
- Mogelijk kan ook Gerard de Lairesse tot het gezelschap worden gerekend bij wie werd vergaderd; Govert Bidloo en Frans van Mieris (I) kwamen regelmatig langs;
- Ysbrand Vincent, papierhandelaar en toneelschrijver; hij zette het kunstgenootschap in de achttiende eeuw voort als eenmansbedrijf.
- Hermanus Amya

Aanvankelijk werd er vergaderd in de boekwinkel van hun uitgever Adriaan van Gaasbeek 'op den Voorburgwal bij 't Stadhuis' of ‘in den Burg op de Cingel, te dier tijd Stil Malta genaamt', gelegen bij de Jan Rodenpoortstoren of bij Pels thuis; vanaf 1676 bij de schilder Gerard de Lairesse, toen woonachtig op de Nieuwmarkt (?) of in de Spinhuissteeg. Op hun wekelijkse vergaderingen bespraken zij filosofische en ethische kwesties en keken naar de ontwikkelingen in Parijs, waar in kringen rond Pierre Corneille veel werd nagedacht over de toneelwetten.

## Vertaling vs eigen werk
De leden van de NVA maakten grammatica’s, vertalingen en bespraken de theorie en praktijk van het schrijven van toneelstukken. Ze gaven zelfs de voorkeur aan vertalingen boven het produceren van nieuw werk. Hun grote werk het Onderwys in de tooneel-poëzy is tot stand gekomen door lezingen op de bijeenkomsten. Daarin worden de regels van het Frans-classicisme uiteengezet. De theorieën van NVA werden bekend door de polemische voorredes die zij bij hun toneelstukken schreven en door twee boeken van Andries Pels, Quintus Horatius Flakkus Dichtkunst (1677) en Gebruik en misbruik des tóóneels (1681), voornamelijk gebaseerd op de drie Discours, die voorafgingen aan het verzameld werk van Corneille.
Pels had bezwaar tegen het uitvoeren van Bijbelse onderwerpen, en dus tegen opvoering van de Bijbelse tragedies van Vondel. Zelfs de Gijsbrecht van Amstel werd van "aanstotelijkheden" gezuiverd. Alle gebeden en alle reien werden geschrapt; de tekst veranderd. Die veranderingen werden overigens nooit gepubliceerd of uitgelegd, en verhinderden het Kunstgenootschap niet om Vondel te zien als de prins der dichters.
Van 1672 (het Rampjaar) tot 1677 was de Schouwburg van Van Campen gesloten vanwege een economische malaise. Acteurs, als Gillis Nooseman trokken rond in het buitenland. In 1677 of 1678 werd de schouwburg heropend. De predikanten verfoeiden de opvoeringen met muziek en dans, maar werden door de burgemeesters berispt. De zittende schouwburgdirecteuren werden vervangen. Vervolgens zijn twee leden van Nil Volentibus Arduum, die daarvoor het Schouwburgbestuur hadden aangevallen, zelf regenten van de Schouwburg geworden; daardoor waren zij in die jaren in staat hun eigen smaak aan het publiek op te dringen.

## Einde
In 1681 overleden Lodewijk Meyer en Andries Pels, en daarmee hield het kunstgenootschap op te bestaan. De notulen van de vergaderingen zijn verloren gegaan, maar een uittreksel door Balthasar Huydecoper is bewaard gebleven.
In de vroege achttiende eeuw keerde Ysbrand Vincent terug uit Frankrijk waar hij rijk geworden was in de papierindustrie; hij gaf de verzamelde werken van Nil Volentibus Arduum uit in goede edities, met fraaie illustraties. Hij voegde er soms werk van anderen in zijn eigen bewerking aan toe, met het gevolg dat hij algemeen als plagiateur wordt beschouwd. Maar zijn goede editie van het verzameld werk van het kunstgenootschap is een bewonderenswaardige prestatie.

## Receptie

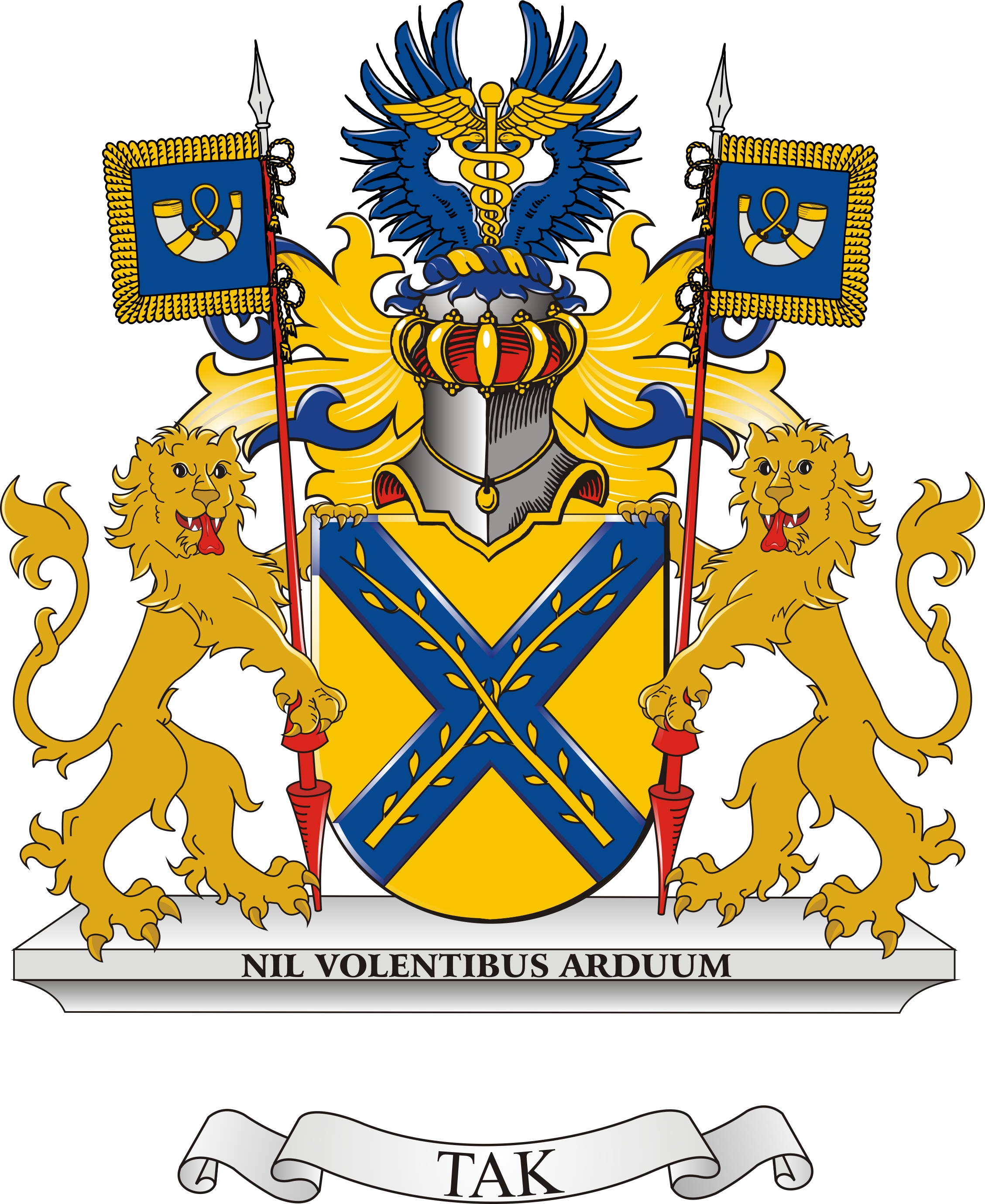
Wapenschild van de familie Tak

- In 1993 koos Jacques Rogge dan voorzitter van het Belgisch Olympisch Comité, Nil Volentibus Arduum als wapenspreuk nadat hij in de adel was verheven.
- Op 13 juni 2010 gebruikte Bart De Wever de zinspreuk Nil Volentibus Arduum om zijn politieke overwinningsspeech te bekrachtigen. Bij zijn verkiezingszege haalde zijn partij 28% van de Vlaamse stemmen binnen. Hij stelde dat de afkorting van zijn partij (N-VA) die dag stond voor niets is moeilijk voor hen die willen.

## Werken
- Treurspelen: Agrippa, Andromaché (naar Racine), Cinna (naar Corneille)
- Blijspelen: De gelyke tweelingen (naar de Menaechmi van Plautus), Het spookend weeuwtje, De malle wedding
- Kluchten: De bekeerde alchimist, De vermiste molenaar, Pefroen, De wanhébbelyke liefde
- Poëzie: Bygedichten op Otto Vaenius Zinnebeelden; Satire X van Juvenalis
- Literair-theoretisch werk: Naauwkeurig onderwys in de tooneel-poëzy